# Skai TV
Skai TV (en griego ΣΚΑΪ) es un canal de televisión de Grecia, que emite una programación generalista. La emisora pertenece al conglomerado Skai, que también posee radios y publicaciones.

## Historia
Aunque Skai nació oficialmente el 1 de abril de 2006, el grupo Skai ya gestionó otro canal de televisión a comienzos de los años 1990. En 1993, la familia Alafouzos puso en marcha un canal de televisión llamado Skai (actual Alpha TV), que basó su programación en deportes e información. Sin embargo, la apuesta no tuvo éxito y Ioannis Alafouzos, presidente del grupo Skai, vendió en 2000 el canal a Dimitris Kontominas.
Seis años después, Alafouzos compró la red de televisión Seven, que poseía una licencia de emisión nacional pero que fracasó a la hora de expandir su cobertura. El 1 de abril Skai comenzó sus emisiones con una programación más generalista, que incluía series estadounidenses, documentales, información y derechos deportivos como la Euroliga. Su audiencia es menor que la de otros canales generalistas como Mega y ANT1, y a diferencia de éstos en el prime time de Skai pueden encontrarse documentales de la BBC y National Geographic.
Skai ha sido uno de los primeros canales del Mundo que ha apostado por la innovación tecnológica, y buena parte de sus programas se emiten en 16:9.